# Glasradering
Glasradering är en grafisk teknik för framställning av bilder. Tekniken utvecklades i Frankrike i mitten av 1800-talet där den användes av i synnerhet Barbizonskolans målare. Teknkens franska benämning är cliché-verre. Den svenske konstnären Georg von Rosen skapade betydande verk med hjälp av glasradering. Vid glasradering stryks vit färg på en glasskiva varefter motivet ristas i den torkade färgen. Därefter belyses glaset för att möjliggöra överföring antingen till fotopapper eller till kopparplåt beklädd med en tunn hinna.